# Tersana Sporting Club
El Tersana Sporting Club (àrab: نادي الترسانة للألعاب الرياضية, Nādī at-Tirsāna li-l-Alʿāb ar-Riyāḍiyya, ‘Club de l'Arsenal per als Jocs Esportius’) és un club de futbol egipci de la ciutat de Guiza.

## Palmarès
- Lliga egípcia de futbol:[1]
  - 1962-63
- Copa egípcia de futbol:[2]
  - 1923, 1929, 1954, 1965, 1967, 1986
- Lliga del Caire de futbol:
  - 1932-33
- Copa Sultan Hussein: 
  - 1927-28, 1929-30